# The last song (canción de X Japan)
«The last song» es un sencillo de X Japón  publicado el 18 de marzo de 1998, poco después de la banda se desintegrara en 1997.

## Información
Viene en un CD realzado que contiene una pista de audio, junto con varias características de bonificación en la pista de dato, como la banda disbandment declaración, una discografía llena y un vídeo vivo de "La Última Canción", filmado durante el último concierto de la banda el 31 de diciembre de 1997 en el Domo de Tokio. El solo arte de cubierta describe X Japón cofundadores Yoshiki y Toshi abrazando durante el concierto antedicho, el cual era también liberado como álbum vivo (El Último Vivo) y un vídeo de casa (El Último Vídeo Vivo), aun así, las imágenes de esta canción estuvo cortada del vídeo. Sea más tarde restaurado cuándo el vídeo de casa era re-liberado en 2011 cuando La Última Edición Completa Viva.
Como su nombre lo indica, esta sería la última canción de X Japón hasta 2008, cuándo se publicó "I.V.", la canción de tema para Saw IV, y la última canción para presentar un nuevo trabajo del guitarrista antes de su muerte.
El "Último rendimiento" Vivo era el primera y última cronometrar la canción estuvo jugada viva por este lineup de la banda, sea aun así la primera canción la banda actuó viva después de reunir, cuando sea la canción de apertura en su primer concierto de reencuentro encima Marcha 28, 2008 también en el Domo de Tokio. El 1997 rendimiento acabado con la banda que pone abajo sus instrumentos uno por uno, en una manera similar a Joseph Haydn Sinfonía de Despedida, hasta único Yoshiki quedó tocando el piano.
El sencillo logró el puesto #8 en el Oricon Charts y se mantuvo en esta lista durante casi 9 semanas.

## Lista de canciones
Escrito y compuesto por Yoshiki.
1. «The last song» – 11:26